# Audi A5 III
L'Audi A5 III est un véhicule de la catégorie familiale routière produite par le constructeur automobile allemand Audi à partir de 2024.

## Présentation

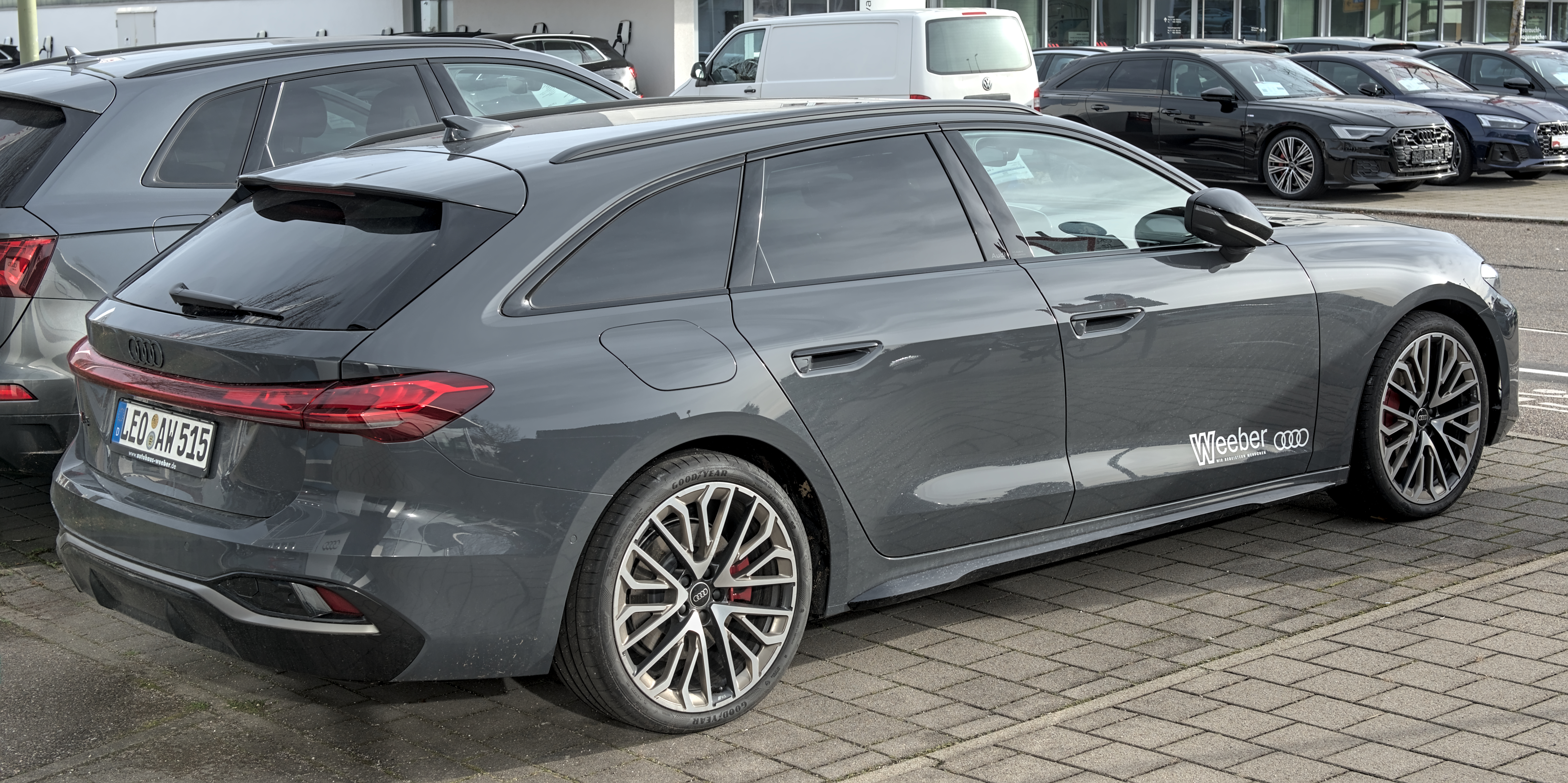
Vue de l'arrière

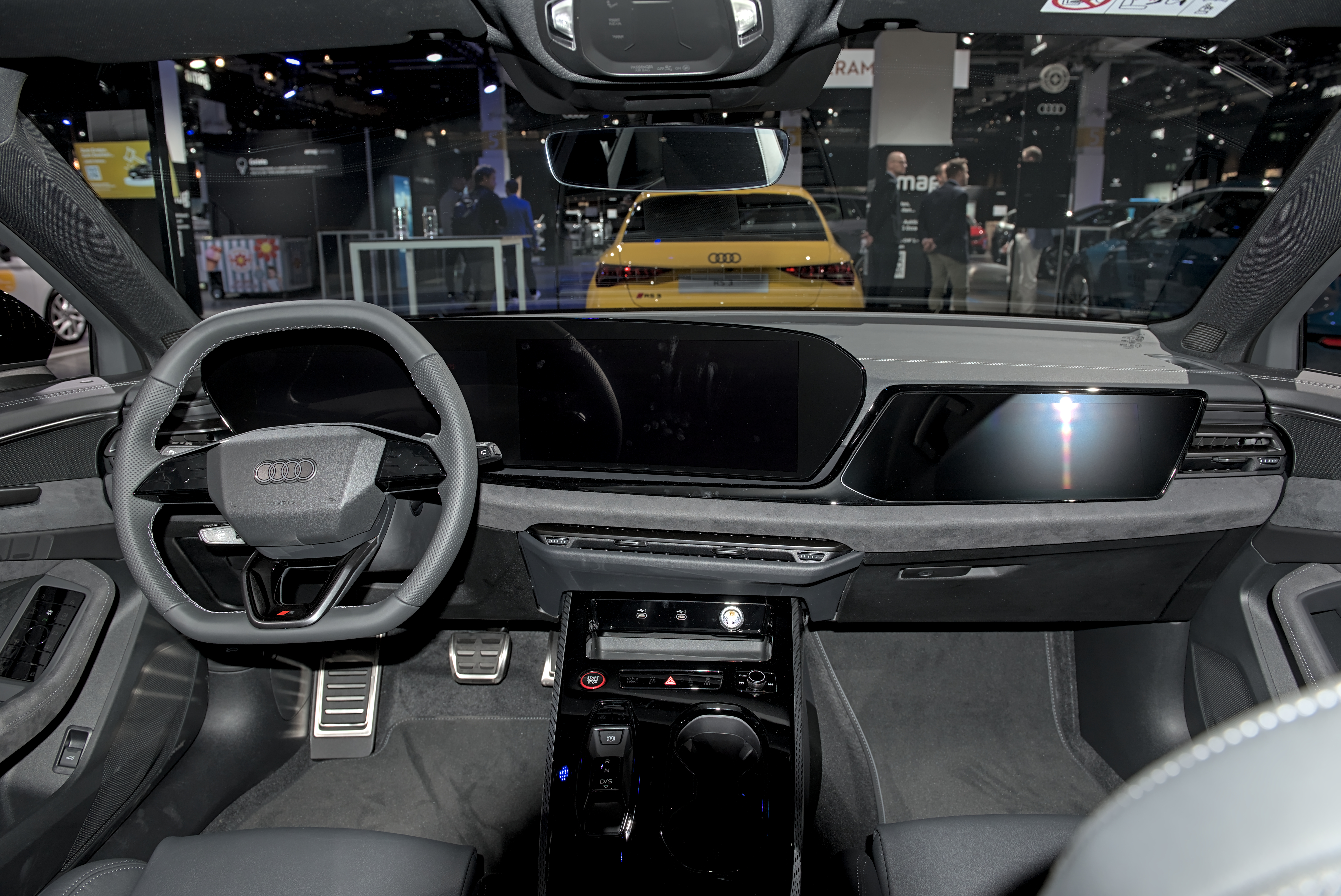
Vue de l'arrière

L'Audi A5 de troisième génération est présentée le 16 juillet 2024 dans ses versions berline, break (Avant) et sportive (S5). Les versions coupés, cabriolets et Sportback n'existent plus.
Elle remplace à la fois la seconde génération d'A5 mais aussi la cinquième génération d'A4 qui va devenir une berline 100 % électrique, car les chiffres pairs sont dorénavant réservés aux véhicules électriques dans la gamme du constructeur.

## Caractéristiques techniques
L'A5 repose sur la plateforme technique Premium Plateform Combustion (PPC) d'Audi.

### Motorisations
Essence
- quatre cylindres 2.0 TFSI 150 ch, propulsion, boîte S-Tronic 7.
- quatre cylindres 2.0 TFSI 204 ch, propulsion ou transmission intégrale, boîte S-Tronic 7.
- V6 3.0 TFSI 367 ch + moteur électrique 24 ch avec batterie LFP de 1,7 kWh, transmission intégrale, boîte S-Tronic 7.

Diesel
- quatre cylindres 2.0 2.0 TDI 204 ch + moteur électrique 24 ch avec batterie LFP de 1,7 kWh, propulsion ou transmission intégrale, boîte S-Tronic 7.

## Finitions
- A5
- A5 Advanced
- A5 S-Line
- S5